# 全己盈
全 己盈（チョン・ギヨン、朝: 전기영、英: Jeon Ki-Young、1973年7月11日 - ）は、韓国の男子柔道家。現役時代は86kg級の選手だった。
忠清北道清州市出身。京畿大学校体育学科卒。龍仁大学校教授。

## 概要
1993年の世界選手権決勝では、オリンピックチャンピオンである吉田秀彦が腰を負傷してまともに戦える状況になかったという事情があったにせよ、その吉田を破って20歳にして優勝する。翌年は国内予選で尹東植に敗れてアジア大会に出場できなかったが、1995年にはそれまでの78kg級から86kg級に階級を上げて世界選手権代表になり、世界選手権決勝では同じく階級を上げてきた吉田に対して今度は文句のない勝利を収めて2階級制覇を達成、そして1996年アトランタオリンピックも制し金メダルを獲得した。さらに1997年には世界選手権で3連覇も達成し、受けはそれほど強い方ではなく国際大会では度々敗れていたものの世界大会ではきっちり仕上げて結果を残した。2012年現在、全は韓国の柔道史上で最も成功した選手と言える。得意技は背負投、内股、大外刈。
2003年にはアントニオ猪木から当時総合格闘技に転進していた吉田との異種格闘技戦の話を持ちかけられたが、全は「そちらの方面に進む気はない」として断った。

## 主な戦績
- 1993年 - フランス国際　優勝
- 1993年 - ドイツ国際　3位
- 1993年 - 東アジア大会　優勝
- 1993年 - 世界選手権　優勝
- 1994年 - フランス国際　2位
- 1994年 - オーストリア国際　優勝
- 1994年 - ドイツ国際　優勝
- 1995年 - オランダ国際　優勝
- 1995年 - 環太平洋柔道選手権大会　3位
- 1995年 - 世界選手権　優勝
- 1995年 - 韓国国際　優勝
- 1995年 - アジア選手権　優勝
- 1996年 - オーストリア国際　優勝
- 1996年 - アトランタオリンピック　優勝
- 1996年 - アジア選手権　3位
- 1997年 - フランス国際　優勝
- 1997年 - オーストリア国際　優勝
- 1997年 - 東アジア大会　2位
- 1997年 - 世界選手権　優勝